# SkyWork Airlines

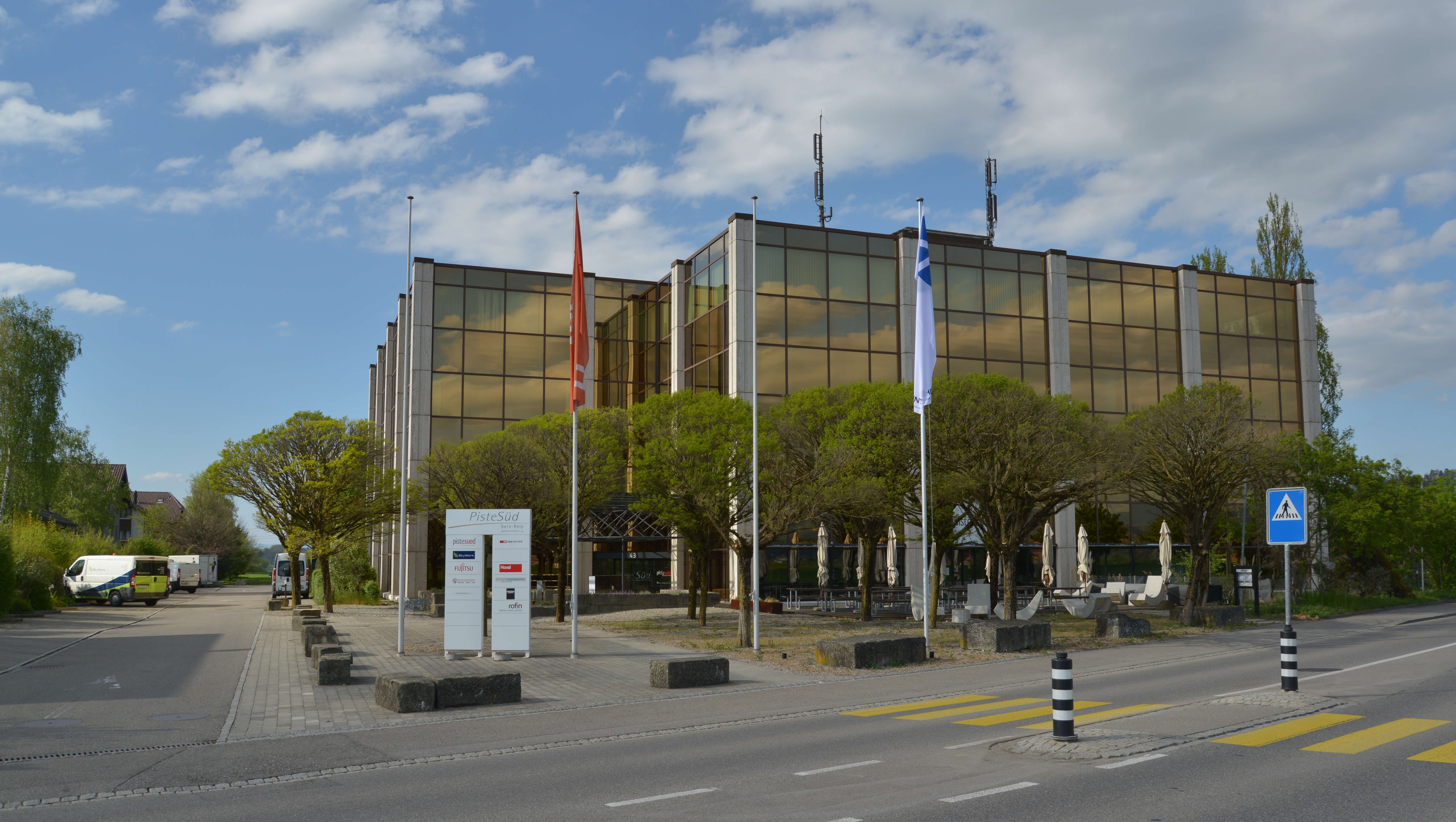
Der Sitz von SkyWork im Jahr 2017

SkyWork Airlines war eine schweizerische Regionalfluggesellschaft mit Sitz in Belp und Basis auf dem Flughafen Bern-Belp (1983–2018).

## Geschichte
SkyWork Airlines wurde im Jahr 1983 als Zwei-Mann-Gesellschaft gegründet und war anfangs vorwiegend als Flugschule für höhere Ausbildungen tätig. Ab 1989, mit dem Kauf der ersten Cessna Citation II, verlagerte sich der Schwerpunkt auf die Beförderung von Privat- und Geschäftskunden – SkyWork Airlines wurde zur Lufttaxi- und Charterfluggesellschaft. 2003 kam die erste Dornier 328-100 und 2008 eine De Havilland DHC-8-400 zur Flotte hinzu.
Ab 2009 wurden die ersten Linienflüge durchgeführt. Im Jahr 2010 übernahm Daniel Borer die Gesellschaft. Im August 2011 übernahm das Unternehmen den Reiseveranstalter Aaretal Reisen. Dieser wurde aber im Juli 2014 bereits wieder verkauft, da sich SkyWork Airlines auf das Kerngeschäft konzentrieren wollte.
Im Oktober 2013 verliess der bisherige Geschäftsführer Tomislav Lang das Unternehmen und übergab das Zepter an Rolf Hartleb. Im Zuge dessen wurde eine neue Partnerschaft mit der MHS Aviation verkündet. Diese sollte zu Synergieeffekten beitragen, beispielsweise betrieben sowohl SkyWork als auch MHS die Dornier 328. Im Dezember 2013 wurde bekannt, dass mehrere Führungskräfte der Gesellschaft das Unternehmen verlassen wollten beziehungsweise bereits verlassen hatten. Die geplante Partnerschaft mit der MHS Aviation wurde nicht umgesetzt; SkyWork fliegt nach wie vor als eigenständige Airline.
Im Juli 2014 wurde bekannt, dass SkyWork entgegen früheren Plänen auch ihre letzte von ehemals drei De Havilland DHC-8-400 verkaufen und entsprechend Personal abbauen wolle. Ebenso wollte man zum Herbst vom zentralen London City Airport zum kostengünstigeren London Southend Airport wechseln. Für den Winterflugplan 2014/2015 waren zudem im Vorjahresvergleich einige Frequenzen reduziert worden.
Zusätzlich gab SkyWork bekannt, dass der CEO Rolf Hartleb „aus Altersgründen“ sein Arbeitspensum reduzieren und durch Martin Inäbnit (ehemals tätig bei Crossair) ersetzt werden solle. Der neue CEO leitete umfassende Konsoldierungsmassnahmen ein.
Im Juli 2016 erhielt SkyWork ihre erste Saab 2000, bis zu fünf Saab 2000 sollten bis Anfang 2018 die Dornier 328-100 ablösen. Mit dem Flugzeugwechsel war auch ein Wechsel des Designs der Flugzeuge angekündigt worden. Schon die erste Saab 2000 flog ganz in Weiss, mit einem roten Schweizerkreuz auf dem Leitwerk, dem Firmennamen auf dem Rumpf und dem Firmenlogo auf den Triebwerken.
Am 16. Oktober 2017 befristete das Bundesamt für Zivilluftfahrt BAZL die Betriebsbewilligung der SkyWork Airlines AG aus wirtschaftlichen Gründen bis Ende des Monats, weil die Fluggesellschaft die Finanzierung des Winterflugplans 2017/18 nicht mehr gewährleisten konnte. Skywork setzte den Flugbetrieb am 29. Oktober 2017 aus, konnte aber am 1. November 2017 den Flugplan mit einer unbefristeten Betriebsbewilligung wieder aufnehmen.
Ab dem 2. Januar 2018 flog SkyWork ab Basel für die Swisscoy zwei Mal die Woche Truppen und Material nach Pristina; jede zweite Woche mit einem Zwischenhalt in Sarajevo. Der Auftrag wurde zuvor von der ASL Airlines Switzerland durchgeführt.
Am Abend des 29. August 2018 wurde der operative Flugbetrieb eingestellt, nachdem zuvor laufende Verhandlungen mit möglichen neuen Partnern für gescheitert erklärt wurden. Daraufhin wurde die Betriebsbewilligung an das Schweizer Bundesamt für Zivilluftfahrt zurückgegeben; gleichzeitig wurde ein Konkursverfahren eingeleitet.  Laut Medienberichten sind ca. 11'000 überwiegend Schweizer Passagiere betroffen, für welche eine Vereinbarung zur Repatriierung mit diversen Airlines getroffen wurde. Anfang September wurde das letzte Flugzeug (eine Dornier 328) veräussert, welches die Gesellschaft noch selber besass. Die Dornier hatte ihren letzten Flug im Frühling 2018, danach wurden bis zuletzt von Skywork nur noch sechs geleaste Saab 2000 eingesetzt.

## Flugziele
SkyWork Airlines flog vom Flughafen Bern-Belp aus 18 europäische Ziele im Sommer 2017 an. Im deutschsprachigen Raum waren dies Berlin, Hamburg, Köln/Bonn, München, Sylt, Usedom und Wien. Angeflogene Urlaubsziele am Mittelmeer waren Elba, Ibiza, Korsika, Mallorca, Menorca, Sardinien (Cagliari und Olbia) und Zadar. Ausserdem standen Amsterdam, London-City und die Kanal-Insel Jersey im Flugplan. Zudem wurden auch Charterflüge durchgeführt.
Im Winter 2017/2018 wurden sieben Ziele angeflogen: Amsterdam, Berlin-Tegel, Hamburg, London-City, München, Palma de Mallorca und Wien.
Im Sommer 2018 wurden, zusätzlich zu den Flugzielen des Sommerflugplans 2017, auch Brac und Graz angeflogen.  Zusätzlich wurden im Auftrag von Aaretal Reisen und Belpmoos Reisen Charterflüge nach Preveza durchgeführt.

### Flüge ab Basel
Im Sommer 2017 flog SkyWork von Basel nach Jersey, London-City, Usedom, Sylt und Wien. Im Winter 2017/18 wurde Wien jeweils 6 × wöchentlich bedient.
Nachdem Swiss Ende Mai 2015 den Flughafen Basel-Mülhausen als Drehkreuz aufgegeben hatte, wollte SkyWork ab dem 19. Juli 2015 Flüge von Basel nach London mit einer Saab 2000 der Darwin Airline anbieten; der Flug sollte nach einer kurzen Pause in Basel nach Bern weiter fliegen. Bis Juni 2014 flog SkyWork schon einmal nach London, gab die Strecke aber wegen der hohen Gebühren in London auf. Der Betrieb sollte mit der grösseren Saab 2000 rentabel werden. Der London City wurde bis zu zweimal täglich von Bern über Basel angeflogen. Nach der Aufnahme der Flüge nach Wien wurden die Strecke Basel-London City eingestellt.
Der Sommerflugplan 2018 sah neben Wien auch Sylt und Usedom vor.

### Partnerschaften mit anderen Airlines
Im Dezember 2016 vereinbarte SkyWork Airlines eine Interlining-Partnerschaft mit KLM Royal Dutch Airlines. 2016 flog SkyWork vier Mal pro Woche nach Amsterdam. Eine Frequenzerhöhung war für den Sommer 2017 geplant.

### Markt abseits von Bern
Seit längerem suchte die Gesellschaft nach Möglichkeiten abseits ihres Heimmarktes zu wachsen. Seit dem Ende der Air Berlin gab es keine direkten Flüge mehr zwischen Graz und Berlin-Tegel, womit sich für SkyWork eine Gelegenheit ergeben hätte. Damit keine neue Basis eröffnet werden musste, flog sie ab Ende März 2018 sechsmal pro Woche von Bern nach Berlin, von dort nach Graz und zurück über Berlin nach Bern.

## Flotte

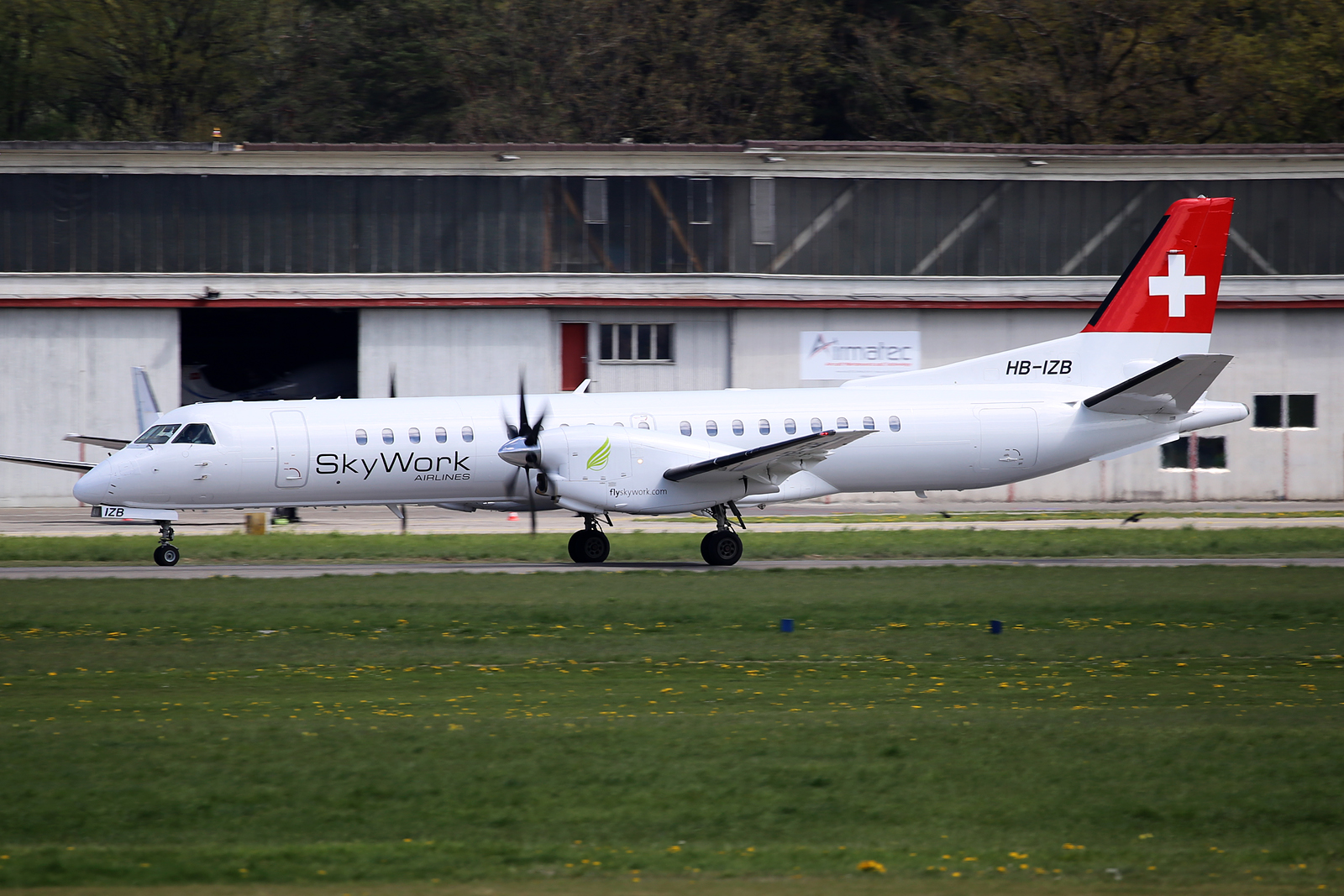
Eine Saab 2000 der SkyWork Airlines

Mit Stand April 2018 bestand die Flotte der SkyWork Airlines aus fünf Flugzeugen mit einem Durchschnittsalter von 22,9 Jahren: Die zwei bestellten und gebrauchten Embraer 170 standen eingelagert in der Wüste Spaniens, hoben dann wegen des Konkurs nie mehr ab.
| Flugzeugtyp | Anzahl | bestellt | Anmerkungen | Sitzplätze | Durchschnittsalter |
| ----------- | ------ | -------- | ----------- | ---------- | ------------------ |
| Saab 2000   | 6      |          |             | 50         | 20,2 Jahre         |
| Embraer 170 |        | 2        |             | 76         |                    |
| Gesamt      | 6      | 2        |             |            | 20,2 Jahre         |